# 한의학전문대학원
한의학전문대학원은 한의사를 양성하는 국립교육기관으로 2008년에 개교한 부산대학교 한의학전문대학원이 유일하다. 부산대 한의전은 이전의 한의대(6년제 과정)를 새로운 방식으로 바꾸어 대학원과정의 4년제 과정으로 만든 것이다. 그외에 한의학을 학문으로서 심도있게 연구하는 전문대학원으로 원광대학교 한의학전문대학원이 있으나, 한의사를 양성하는 과정이 아니다.

## 설립배경
한의학의 발전 및 세계화를 위해서는 전문인력과 물적 시설 확보를 위한 막대한 재정적 투자가 요구되나, 그동안 한의과대학을 설치해 운영해 온 사학의 재정적 한계 등으로 인하여 이를 추진하기에는 어려움이 있었다. 그 결과, 한의학이 난치성 질환 증가, 대체의학에 대한 관심 고조, 세계화와 산업화 등이 강조되는 21세기 의료 환경의 변화에 능동적으로 대처하지 못하였으며, 세계시장의 진출에 적극적으로 대응할 수 있는 글로벌화된 인력양성과 산업화에도 어려움이 있었다. 이에 따라 당시 교육인적자원부와 보건복지부는 한의학의 과학화, 산업화, 세계화를 위하여 국립대에 한의학전문대학원을 설치하기로 하였다.

## 한의학전문대학원 유치전
노무현 정부시절, 대한한의사협회가 2006년 서울대학교에 한의학전문대학원 설치를 요구했다가 서울대가 반대하자 한양방 협진이 가능한 의과대학이 편제된 9개 국립 대학을 대상으로 공모를 했으며 이중 6개 대학이 유치전에 참여했다. 같은 해 11월 15일, 교육인적자원부는 국립 한의학전문대학원 설치심사위원회를 열고 6개 신청 대학 가운데 부산대를 최종 선정했다고 발표했다.
심사결과 부산대는 한·양방 협진체제 구축과 교육 연구 등의 협력, 한의학 과학화 등의 분야에서 다른 대학보다 우수한 것으로 평가됐다. 입학정원은 50명으로 이는 입학정원이 80명 이상인 한의대, 즉 경희대, 대구한의대, 원광대, 대전대, 동국대 등 5개 사립 한의과대학의 입학정원을 각 10%씩 줄여 이만큼 부산대 한의학전문대학원 입학정원으로 돌린 것이다.

## 학사
4년제 대학 졸업자 및 동등 이상의 학위 소지자 중에서 한의학교육입문검사(KEET) 등의 성적으로 선발한다. 한의학전문대학원에서 4년 동안 수학후 졸업하면 한의학 석사 학위가 부여되며, 한의사 면허취득을 위한 국가고시 응시자격을 지니게 된다. 현재 별도의 한의학교육입문검사(KEET)가 실시되고 있지 않아 부산대학교 한의학전문대학원에서는 의치의학교육입문검사(MDEET) 점수를 부산대에서 정한 항목별 가중치대로 환산하여 한의학교육입문검사(KEET) 성적으로 간주하여 반영하고 있다. MEET와 DEET의 통합 이전에는 MEET 성적을 환산하여 반영했다.

## 같이 보기
- 의학전문대학원
- 치의학전문대학원
- 약학전문대학원